# دیوید بورسلینی
دیوید بورسلینی (انگلیسی: Davide Borsellini؛ زادهٔ ۴ ژانویهٔ ۱۹۹۹) بازیکن فوتبال است.
از باشگاه‌هایی که در آن بازی کرده‌است می‌توان به باشگاه فوتبال اودینزه اشاره کرد.